# Servizio ferroviario metropolitano di Bari
Der servizio ferroviario metropolitano di Bari (it: Städtischer Eisenbahnverkehrsbetrieb Bari) besteht aus zwei Systemen, betrieben von der Ferrotramviaria SpA (Linie FM1 und Linie FM2) und Trenitalia. Außerdem befindet sich eine weitere städtische Eisenbahnlinie im Bau, für deren Betrieb ebenfalls Trenitalia verantwortlich sein wird.

## Strecken der Ferrotramviaria
Die sogenannte ferrovia metropolitana di Bari stellt einen städtischen Nahverkehrseisenbahnbetrieb dar, betrieben von Ferrotramviaria, der den Bahnhof Bari Centrale mit der Siedlung Quartiere San Paolo und der Stadt Bitonto via dem Flughafen von Bari verbindet.
In den Netzplänen der Ferrotramviaria sind die beiden Linien mit FM (FM1 und FM2) von „ferrovia metropolitana“ gekennzeichnet.

### Geschichte und Linien
Für die Erschließung der ab den 1960er-Jahren gebauten Trabantenstadt San Paolo wurde 1999 vom Stadtrat der Bau einer vorortlichen Eisenbahnstrecke genehmigt.
Die Zweigstrecke wurde am 24. Juni 2008 eröffnet. Nach einigen Monaten Erprobung wurde am 22. Dezember 2008 der Vorortverkehr als Linie FM1 eingeweiht.
Am 20. Juli 2013 wurde die zweite Linie (FM2) in Betrieb genommen. Sie verbindet Bari mit der Stadt Bitonto über den Flughafen Bari.

## Strecken der Ferrovie dello Stato
Die Lokalbahn von Trenitalia, der italienischen staatlichen Eisenbahngesellschaft, wurde mit 30. September 1991 auf der Strecke der Ferrovia Adriatica in halbstündlicher Frequenz von Bari Santo Spirito bis Bari Parco Sud eingerichtet; genutzt wurden dieselgetriebene Loks vom Typ FS ALn 668. Nach wenigen Monaten wurde die Strecke von der Haltestelle Parco Sud bis zur Haltestelle Torre a Mare verlängert.
Mit 31. Mai 1992 wurden die neuen Zwischenhalte von Marconi, Magna Grecia und Liside aufgenommen.
Am 10. Oktober 1993 wurden die Oberleitungen zwischen Bari Parco Sud und Mola di Bari und zeitgleich die Verdoppelung der Bahnsteige zwischen Torre a Mare und Mola di Bari in Betrieb genommen. Dafür kamen Triebwagen vom Typ ALe 582 zum Einsatz.
Ende 1993 wurde die Strecke von Bari Santo Spirito bis zur neuen Haltestelle Enziteto Catino, die an einem Verschiebegleis angebaut wurde, verlängert.
Am 14. Dezember 2004 wurden im Inneren des Bahnhofes Bari Parco Sud zwei Bahnsteige für Passagiere eröffnet und die Haltestellen Magna Grecia und Liside aufgelassen.  2009 wurde die Strecke nach Giovinazzo und Molfetta ausgedehnt und die Haltestelle Enziteto Catino aufgelassen. Am 2. Oktober 2016 wurde die Haltestelle Torre Quetta eröffnet.

## Planungen

### Verlängerung der FM1
Es wird geplant, die Strecke bis zum Quartier Regioni (1,5 km) zu verlängern.